# Zoo de Houston
Le zoo de Houston est un parc zoologique d'une superficie de 0,22 km2 dans le Hermann Park à Houston (Texas, États-Unis). Il héberge plus de 4 500 animaux de 900 espèces. Le zoo reçoit 1,5 million de visiteurs par an, ce qui en fait le septième zoo le plus visité des États-Unis. Le zoo est accrédité par l'Association des zoos et aquariums (AZA).
Le zoo de Houston est considéré comme le plus ancien et le plus grand des États-Unis. Il a près de 100 ans.